# Paralimnophila decincta
Paralimnophila decincta là một loài ruồi trong họ Limoniidae. Chúng phân bố ở miền Australasia.